# George Baillie-Hamilton (10e comte de Haddington)
George Baillie-Hamilton, 10e comte de Haddington (14 avril 1802 - 25 juin 1870), connu sous le nom de George Baillie jusqu'en 1858, est un homme politique conservateur écossais.

## Biographie
Il est le fils de George Baillie et de son épouse Mary (née Pringle). Charles Baillie (Lord Jerviswoode) (en), est son frère cadet.
Il succède à son cousin Thomas Hamilton (9e comte de Haddington) en 1858 et, en 1859, il prend sous licence royale le nom supplémentaire de Hamilton.
La même année, il est élu représentant écossais et siège sur les bancs des conservateurs à la Chambre des lords. Il sert sous les ordres du comte de Derby et de Benjamin Disraeli en tant que Lord-in-waiting (whip du gouvernement à la Chambre des lords) de 1867 à 1868. Entre 1867 et 1868, il est également lord haut-commissaire à l'Assemblée générale de l'Église d'Écosse.
Lord Haddington décède à Tyninghame House le 25 juin 1870, à l'âge de 68 ans.

## Mariage et descendance
Lord Haddington épouse Georgina Markham (décédée le 26 février 1873), fille de Robert Markham, archidiacre de York, le 16 décembre 1824 et a: 
- George Baillie-Hamilton-Arden (11e comte de Haddington)
- Robert Baillie-Hamilton (1828-1891), député de Berwickshire
- Clifton Baillie-Hamilton (1831-1857)
- Henry Baillie-Hamilton
- Percy Baillie-Hamilton est décédé en bas âge
- Arthur Baillie-Hamilton, vicaire de Badley
- Mary Baillie-Hamilton
- Frances Baillie-Hamilton
- Georgina Baillie-Hamilton